# Mîkulivți, Muncaci
Mîkulivți (în ucraineană Микулівці) este un sat în comuna Kopînivți din raionul Muncaci, regiunea Transcarpatia, Ucraina.

## Demografie
Componența lingvistică a localității Mîkulivți
     Ucraineană (100%)
Conform recensământului din 2001, toată populația localității Mîkulivți era vorbitoare de ucraineană (100%).